# Haplodontium subsplendidum
Haplodontium subsplendidum là một loài rêu trong họ Bryaceae. Loài này được Broth. mô tả khoa học đầu tiên năm 1916.